# Andronikos Kontostephanos
Andronikos Kontostephanos Komnenos (mittelgriechisch Ἀνδρόνικος Κοντοστέφανος Κομνηνός; * um 1132/1133; † nach Sommer 1183) war ein byzantinischer Feldherr und Admiral unter den Kaisern Manuel I. und Alexios II.

## Leben
Andronikos war ein Sohn des Panhypersebastos Stephanos Kontostephanos, eines Angehörigen der Familie Kontostephanos, die seit mehreren Generationen mit der regierenden Dynastie der Komnenen versippt war. Seine Mutter, die purpurgeborene Prinzessin Anna, war die älteste Schwester Manuels I. Er hatte zwei ältere Brüder, Johannes und Alexios, und eine Schwester, Irene.
Andronikos Kontostephanos galt während der Herrschaft seines Onkels Manuel I. als die herausragende Figur in der byzantinischen Militärhierarchie. Wie schon sein 1149 auf Korfu im Kampf gegen die Normannen gefallener Vater hatte er als Megas Dux den Oberbefehl über die byzantinische Flotte inne und war mit der Verwaltung der Provinzen Hellas, Peloponnes und Kreta betraut. Er übernahm aber auch bedeutende Kommandos zu Lande: So führte er als Autokrator Strategos das kaiserliche Heer 1167 in der Schlacht bei Sirmium zum Sieg über den ungarischen König Stephan III.
1169 leitete Andronikos Kontostephanos im Bündnis mit Amalrich I., dem König von Jerusalem, eine Flotteninvasion gegen das fatimidische Ägypten, die allerdings infolge der gescheiterten Belagerung von Damiette in einem Desaster endete und eine Wende in der Geschichte der Kreuzzüge einleitete, da nun dem energischen Saladin der Zugriff auf Ägypten ermöglicht wurde. 1172 schlug Kontostephanos in der Ägäis eine venezianische Strafexpedition gegen Byzanz unter dem Dogen Vitale Michiel II. zurück. Nach der Niederlage der Byzantiner gegen den Seldschukensultan Kılıç Arslan II. in der Schlacht bei Myriokephalon 1176 bewahrte Kontostephanos durch seine Umsicht das kaiserliche Heer vor der völligen Auflösung und sorgte für einen geordneten Rückzug. 1177 scheiterte ein weiterer Versuch zur Eroberung Ägyptens an der Weigerung Philipps von Flandern und des Jerusalemer Adels, den Admiral mit Truppen zu unterstützen.
Als sich im Frühjahr 1182 Andronikos Komnenos anschickte, die lateinerfreundliche Regentschaft der Witwe Manuels I., Maria von Antiochia, und des Protosebastos Alexios Komnenos zu beenden, ermöglichten Andronikos Kontostephanos und der General Andronikos Angelos (der Vater von Isaak II. und Alexios III.) dem Prätendenten den Einzug in Konstantinopel. Andronikos I. entpuppte sich alsbald als brutaler Willkürherrscher, der sich nach der Machtergreifung umgehend der Beseitigung möglicher Rivalen widmete. Das gewaltsame Vorgehen gegen die führenden Aristokratenfamilien führte zu einer Serie von Aufständen ranghoher Militärs, die noch unter Manuel I. Karriere gemacht hatten. Im Frühjahr 1183 zettelten Andronikos Kontostephanos und Andronikos Angelos eine Verschwörung an, die jedoch vorzeitig aufgedeckt wurde. Während Angelos fliehen konnte, wurde Kontostephanos zusammen mit seinen vier Söhnen geblendet und danach vermutlich in ein Kloster gesteckt.